# Речица (община Куманово)
Вижте пояснителната страница за други значения на Речица.
Речица (на македонска литературна норма: Речица; на албански: Reçica) е село в Северна Македония, в община Куманово.

## География
Селото е разположено в котловината Жеглигово на четири километра северно от общинския център Куманово.

## История
В 1994 година жителите на селото са 498, от които 475 сърби, 22 северномакедонци и един непосочил национална принадлежност. Според преброяването от 2002 година селото има 557 жители.
| Националност     | Всичко |
| северномакедонци | 110    |
| албанци          | 1      |
| турци            | 0      |
| роми             | 0      |
| власи            | 0      |
| сърби            | 445    |
| бошняци          | 0      |
| други            | 1      |

## Личности
Родени в Речица
- Вуядин Станойкович (р.1963) футболист и треньор от Северна Македония